# 布魯艾 (阿肯色州)
布魯艾（英語：Blue Eye）是一個位於美國阿肯色州卡羅爾縣的市鎮。

## 地理
布魯艾的座標為36°29′52″N 93°23′53″W / 36.49778°N 93.39806°W，而該地的平均海拔高度為393米（即1289英尺）。

## 人口
根據2020年美國人口普查的數據，布魯艾的面積為0.19平方千米，當中陸地面積為0.19平方千米，而水域面積為0.00平方千米。當地共有人口46人，而人口密度為每平方千米242人。